# Mario Andretti

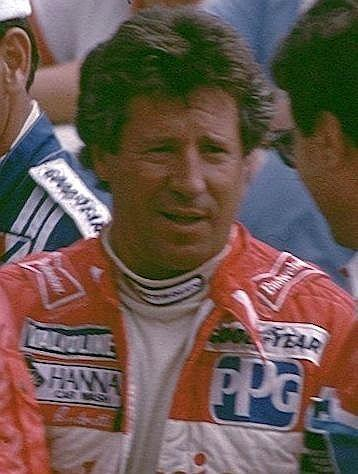
Andretti al 1984.

 Mario Gabriele Andretti  és un pilot de curses automobilístiques italo-estatunidenc que va arribar a disputar curses de Fórmula 1.
Va néixer el 28 de febrer del 1940 a Motovun, Istria, Itàlia, actualment Croàcia.
Fora de la F1 ha tingut una important carrera amb èxits com la victòria a les 500 milles d'Indianapolis, les 12 hores de Sebring o les 24 hores de Le Mans (aquesta amb un 2n lloc general i victòria per classe).

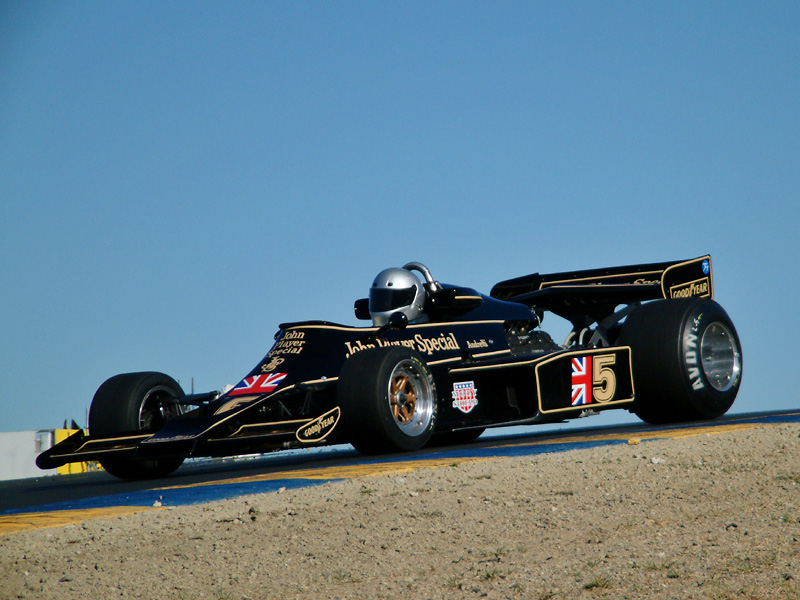
Andretti amb el seu Lotus.

## A la F1
Mario Andretti va debutar a l'onzena i penúltima cursa de la temporada 1968 (la dinovena temporada de la història) del campionat del món de la Fórmula 1, disputant el 6 d'octubre del 1968 el GP dels Estats Units al circuit de Watkins Glen.
Va participar en un total de cent trenta-una curses puntuables pel campionat de la F1, disputades en un total de catorze temporades no consecutives (1968-1972 i 1974-1982) aconseguint un títol mundial de pilots, amb un palmarès de 12 victòries, 19 podis, 10 voltes ràpides, 18 poles i 180 punts pel campionat del món de pilots.

## Resultats a la Fórmula 1
| Any  | Equip                       | Xassís     | Motor      | 1       | 2       | 3         | 4         | 5       | 6       | 7       | 8       | 9       | 10      | 11      | 12      | 13      | 14      | 15      | 16      | 17      | Posició | Punts |
| ---- | --------------------------- | ---------- | ---------- | ------- | ------- | --------- | --------- | ------- | ------- | ------- | ------- | ------- | ------- | ------- | ------- | ------- | ------- | ------- | ------- | ------- | ------- | ----- |
| 1968 | Gold Leaf Team Lotus        | Lotus      | Ford       | SUD     | ESP     | MON       | HOL       | BEL     | FRA     | GBR     | ALE     | ITA     | CAN     | USA Ret | MEX     |         |         |         |         |         | -       | 0     |
| 1969 | Gold Leaf Team Lotus        | Lotus      | Ford       | SUD Ret | ESP     | MON       | HOL       | FRA     | GBR     |         |         |         |         |         |         |         |         |         |         |         | -       | 0     |
| 1969 | Gold Leaf Team Lotus        | Lotus      | Ford       |         |         |           |           |         |         | ALE Ret | ITA     | CAN     | USA Ret | MEX     |         |         |         |         |         |         | -       | 0     |
| 1970 | STP Corporation             | March      | Ford       | SUD Ret | ESP 3   | MON       | BEL       | HOL     | FRA     | GBR Ret | ALE Ret | AUT Ret | ITA     | CAN     | USA     | MEX     |         |         |         |         | 16è     | 4     |
| 1971 | Scuderia Ferrari            | Ferrari    | Ferrari    | SUD 1   | ESP Ret | MON NVQ   | HOL Ret   | FRA     | GBR     |         |         |         |         |         |         |         |         |         |         |         | 8è      | 12    |
| 1971 | Scuderia Ferrari            | Ferrari    | Ferrari    |         |         |           |           |         |         | ALE 4   | AUT     | ITA     | CAN 13  | USA NVS |         |         |         |         |         |         | 8è      | 12    |
| 1972 | Scuderia Ferrari            | Ferrari    | Ferrari    | ARG Ret | SUD 4   | ESP Ret   | MON       | BEL     | FRA     | GBR     | ALE     | AUT     | ITA 7   | CAN     | USA 6   |         |         |         |         |         | 12è     | 4     |
| 1974 | Vel's Parnelli Jones Racing | Parnelli   | Ford       | ARG     | BRA     | SUD       | ESP       | BEL     | MON     | SUE     | HOL     | FRA     | GBR     | ALE     | AUT     | ITA     | CAN 7   | USA DSQ |         |         | -       | 0     |
| 1975 | Vel's Parnelli Jones Racing | Parnelli   | Ford       | ARG Ret | BRA 7   | SUD 17    | ESP Ret   | MON Ret | BEL     | SUE 4   | HOL     | FRA 5   | GBR 12  | ALE 10  | AUT Ret | ITA Ret | USA Ret |         |         |         | 14è     | 5     |
| 1976 | John Player Team Lotus      | Lotus      | Ford       | BRA Ret |         |           | ESP Ret   | BEL Ret | MON     | SUE Ret | FRA 5   | GBR Ret | ALE 12  | AUT 5   | HOL 3   | ITA Ret | CAN 3   | USA Ret | JPN 1   |         | 6è      | 22    |
| 1976 | Vel's Parnelli Jones Racing | Parnelli   | Ford       |         | SUD 6   | O.USA Ret |           |         |         |         |         |         |         |         |         |         |         |         |         |         | 6è      | 22    |
| 1977 | John Player Team Lotus      | Lotus      | Ford       | ARG 5   | BRA Ret | SUD Ret   | O.USA 1   | ESP 1   | MON 5   | BEL Ret | SUE 6   | FRA 1   | GBR 14  | ALE Ret | AUT Ret | HOL Ret | ITA 1   | USA 2   | CAN 9   | JPN Ret | 3r      | 47    |
| 1978 | John Player Team Lotus      | Lotus      | Ford       | ARG 1   | BRA 4   | SUD 7     | O.USA 2   | MON 11  |         |         |         |         |         |         |         |         |         |         |         |         | 1r      | 64    |
| 1978 | John Player Team Lotus      | Lotus      | Ford       |         |         |           |           |         | BEL 1   | ESP 1   | SUE Ret | FRA 1   | GBR Ret | ALE 1   | AUT Ret | HOL 1   | ITA 6   | USA Ret | CAN 10  |         | 1r      | 64    |
| 1979 | Martini Racing Team Lotus   | Lotus      | Ford       | ARG 5   | BRA Ret | SUD 4     | O.USA 4   |         | BEL Ret |         |         | GBR Ret | ALE Ret | AUT Ret | HOL Ret | ITA 5   | CAN 10  | USA Ret |         |         | 12è     | 14    |
| 1979 | Martini Racing Team Lotus   | Lotus      | Ford       |         |         |           |           | ESP 3   |         | MON Ret | FRA Ret |         |         |         |         |         |         |         |         |         | 12è     | 14    |
| 1980 | Team Essex Lotus            | Lotus      | Ford       | ARG Ret | BRA Ret | SUD 12    | O.USA Ret | BEL Ret | MON 7   | FRA Ret | GBR Ret | ALE 7   | AUT Ret | HOL 8   | ITA Ret | CAN Ret | USA 6   |         |         |         | 20è     | 1     |
| 1981 | Marlboro Team Alfa Romeo    | Alfa Romeo | Alfa Romeo | O.USA 4 | BRA Ret | ARG 8     | MAR Ret   | BEL 10  | MON Ret | ESP 8   | FRA 8   | GBR Ret | ALE 9   | AUT Ret | HOL Ret | ITA Ret | CAN 7   | LVG Ret |         |         | 17è     | 3     |
| 1982 | TAG Williams Team           | Williams   | Ford       | SUD     | BRA     | O.USA Ret | MAR       | BEL     | MON     | E.USA   | CAN     | HOL     | GBR     | FRA     | ALE     | AUT     | SUI     |         |         |         | 19è     | 4     |
| 1982 | Scuderia Ferrari            | Ferrari    | Ferrari    |         |         |           |           |         |         |         |         |         |         |         |         |         |         | ITA 3   | LVG Ret |         | 19è     | 4     |

### Resum
| Curses: | Victòries: | Pòdiums: | Poles: | Voltes ràpides: | Punts: |
| ------- | ---------- | -------- | ------ | --------------- | ------ |
| 131     | 12         | 19       | 18     | 10              | 180    |